# Рой (Marvel Comics)
Рой (англ. Swarm) — суперзлодей американских комиксов издательства Marvel Comics, созданный сценаристом Биллом Мантло и художником Джоном Бирном и дебютировавший в комиксе Champions #14 (апрель, 1977). Наиболее известен как один из врагов супергероя Человека-паука. Также сражался с другими персонажами Marvel, такими как Человек-муравей.
В прошлом учёный по имени Фритц фон Мэйер (англ. Fritz von Meyer) был одним из самых гениальных сподвижников Адольфа Гитлера. После поражения нацистов во Второй мировой войне он эмигрировал в Южную Америку, где наткнулся на колонию мутировавших пчёл. Очарованный их образом жизни фон Мэйер использовал свои познания в областях токсикологии и апиологии, чтобы захватить пчелиную матку, однако потерпел неудачу, после чего разгневанные пчёлы съели плоть с его тела, от которого остался один лишь скелет. Тем не менее, благодаря своему особенному строению пчёлы поглотили сознание фон Мэйера, что привело к появлению существа, известного как Рой.
С момента своего первого появления в комиксах персонаж фигурировал в других медиа по мотивам продукции Marvel Comics, включая мультсериалы и видеоигры.

## История публикаций
Сценарист Дэн Слотт планировал написать историю о Рое под названием «Нацистское золото», по сюжету которой, поедавшие нацистский мёд Роя люди превращались в нацистов, однако редакторы наложили на идею запрет.

## Вне комиксов

### Телевидение
- Первое появление Роя на телевидении состоялось в мультсериале «Человек-паук и его удивительные друзья» (1981), где его озвучил Эл Фанн[10]. Он дебютирует в одноимённой 5-й серии 1 сезона, где, в отличие от комиксов, появляется на свет в результате падения на Землю метеорита; излучение от небесного тела приводит к слиянию бесчисленного количества пчёл, которые принимают форму человекообразной фигуры со светящимися глазами. Рой подчиняет своей воле жителей планеты при помощи выстрелов из глаз и возводит улей вокруг метеорита — источника его существования. Тем не менее, Человеку-пауку и его друзьям Человеку-льду и Огненной звезде удаётся выкрасть метеорит и отправить его обратно в космос, что приводит к уничтожению Роя[11].
- Эрик Бауза озвучил Майкла Тана / Роя в эпизоде «Рой» мультсериала «Великий Человек-паук» (2012); в эпизоде «Возвращение Человека-паука» его заменил Дрейк Белл[10].
- В мультсериале «Приключения Супергероев» (2017) Роя озвучил Йен Джеймс Корлетт[10].
- Ещё одна версия персонажа появляется в мультсериале «Человек-паук» (2017); на этот раз Роем стал Джефферсон Дэвис, которого озвучил Алекс Десерт[12].

### Кино
В фильме «Человек-паук: Вдали от дома» (2018) Элементали Мистерио были основаны на таких суперзлодеях как Рой, Гидромен и Расплавленный человек.

### Видеоигры
- Изначально Рой должен был появиться в игре Spider-Man (2018), однако разработчики вырезали его из итоговой версии[14].
- Карточка Роя присутствует в игре Marvel Snap (2022)[15].

### Театр
Джеральд Эйвери сыграл Роя в бродвейском рок-мюзикле Spider-Man: Turn Off the Dark. Ранее был одним из учёных Oscorp, а после своего превращения присоединился к Зловещей шестёрке Зелёного гоблина

## Критика
В 2009 году американский журнал Time включил Роя в свой «топ 10 самых странных персонажей Marvel».